# 더플 백

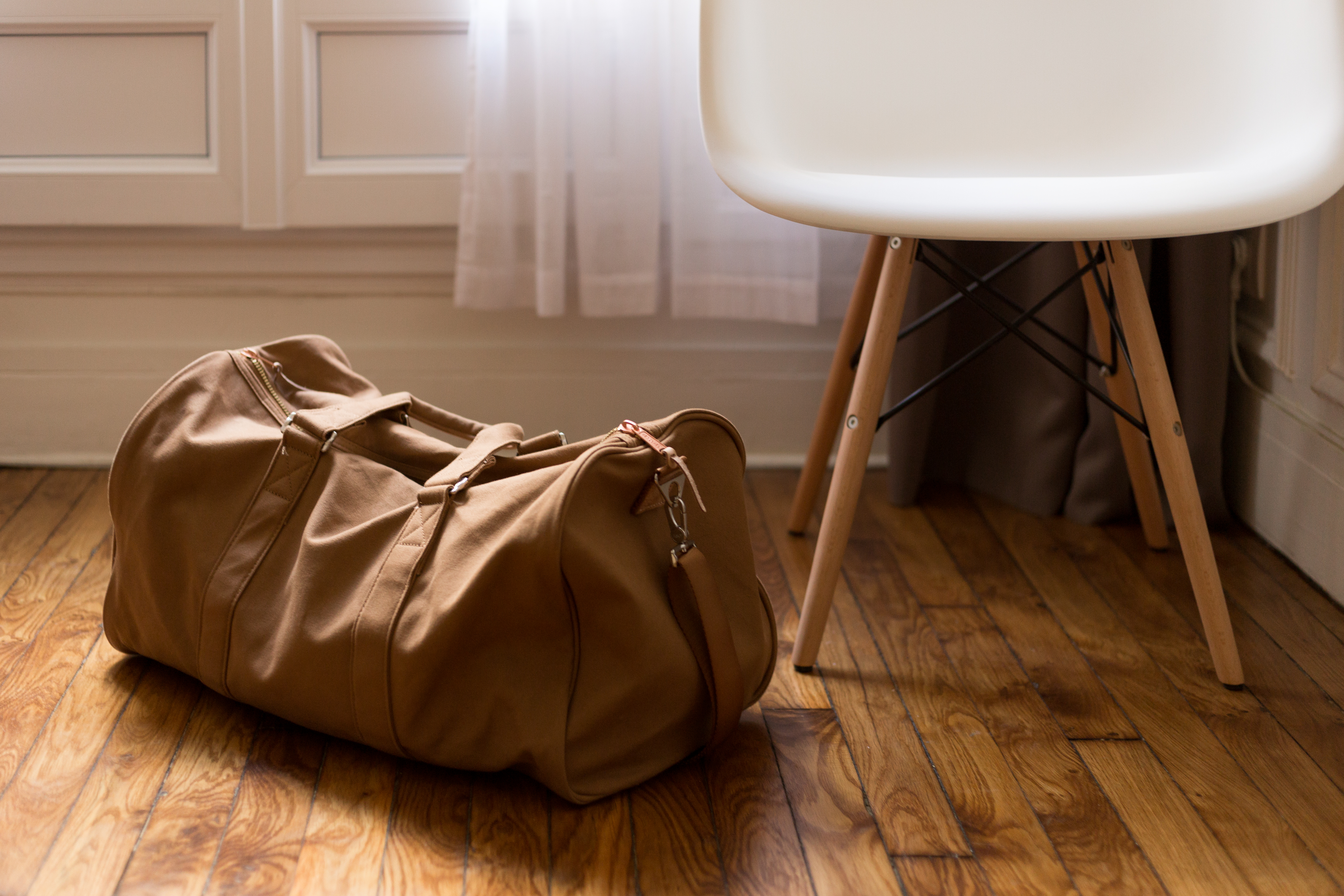
전형적인 컨템포러리 더플백

더플 백(duffel bag, duffle bag)은  천으로 만든 원통형의 커다란 가방이다. 더플이라는 이름은 가방의 재료로 쓰이는 두꺼운 천의 원산지였던 벨기에 뒤펄의 영어 지명에서 따왔다.

## 같이 보기
- 배낭